# 米凯尔·瓦尔格伦
米凯尔·瓦尔格伦（丹麥語：Michael Valgren，1992年2月7日—），旧姓安诺生（Andersen），丹麦男子自行车运动员，2014年环丹自行车赛总冠军、2016年环丹自行车赛总冠军、2021年世界公路自行车锦标赛男子公路赛铜牌得主。